# Instinct (album d'Amel Bent)
Pour l’article homonyme, voir Instinct (homonymie).
Albums de Amel Bent
Délit mineur
(2011) Demain
(2019)
Singles
1. Ma Chance
Sortie : 20 octobre 2012
2. Quand la musique est bonne
Sortie : 25 juin 2013
3. Sans toi
Sortie : 5 novembre 2013
4. Regarde-nous
Sortie : 5 février 2014

Instinct est le 5e album studio d'Amel Bent sorti le 24 février 2014. 
Quatre singles ont été édités avant la sortie de l'album. L'album s'érige à la 8e place des meilleures ventes en France, dès la première semaine de sa sortie.

## Genèse de l'album
Avec Délit mineur sorti en novembre 2011, Amel Bent connait « un semi-échec ». Elle commence à enregistrer Instinct en 2012. Quatre chansons sont enregistrées avant sa participation à Danse avec les stars sur TF1. En février 2014, lors de la sortie de l'album, elle explique : « Le public devait s'attendre à ce que je sorte mon album dans la foulée. Mais je n'étais pas du tout prête ». D'octobre à décembre 2012, elle participe à la saison 3 de Danse avec les stars, où elle arrive deuxième après le chanteur Emmanuel Moire. 

## Caractéristiques de l'album

### Écriture, réalisation des chansons et influences
Amel Bent a co-écrit toutes les pistes de l'album sauf la reprise de Jean-Jacques Goldman en duo avec Soprano qui apparaissait dans l'album Génération Goldman Vol. 2 ainsi que En Silence et Les temps qui courent qui sont toutes deux composées par Jérôme Sebag et Francois Welgrin. La réalisation d'Instinct a été entièrement confiée à Kore (producteur).

### Promotion
Le premier single est Ma chance, sorti le 20 octobre 2012 pendant sa participation à la saison 3 de Danse avec les Stars. Le second est Quand la musique est bonne en featuring avec Soprano, sorti le 25 juin 2013, single également présent sur l'album Génération Goldman volume 2. Le troisième est Sans toi, sorti le 5 novembre 2013, et enfin le quatrième, Regarde nous, est sorti le 5 février 2014.

## Accueil commercial
L'album se classe directement à la 11e place en France et à la 8e place des téléchargements, la semaine de sa sortie avec plus de 8 000 exemplaires. L'album chute lourdement dans les semaines qui suivent. L'album se sera vendu à 30 000 exemplaires, ce qui en fait l'opus le moins vendu de la chanteuse.

### Classements
| Classement (2014)            | Meilleure position |
| ---------------------------- | ------------------ |
| France (SNEP)                | 11                 |
| Belgique (Wallonie Ultratop) | 14                 |
| Suisse (Schweizer Hitparade) | 28                 |

## Liste des pistes
| Instinct | Instinct                                  | Instinct                                                              | Instinct             | Instinct | Instinct | Instinct | Instinct | Instinct | Instinct |
| No       | Titre                                     | Auteur                                                                | Réalisateur(s)       | Durée    |          |          |          |          |          |
| -------- | ----------------------------------------- | --------------------------------------------------------------------- | -------------------- | -------- | -------- | -------- | -------- | -------- | -------- |
| 1.       | Gemini                                    | Kore, Amel Bent, Aurélien Mazin, Siméo, DJ No Name, Aymeric Mazaudier | Kore                 | 3:19     |          |          |          |          |          |
| 2.       | Instinct                                  | Kore, A. Bent, A. Mazin, DJ Franck E                                  | Kore                 | 3:34     |          |          |          |          |          |
| 3.       | Regarde-nous                              | Cook, A. Bent, Siméo, A. Mazaudier                                    | Kore                 | 2:52     |          |          |          |          |          |
| 4.       | En silence                                | François Welgryn, Jérôme Sebag                                        | Kore                 | 4:17     |          |          |          |          |          |
| 5.       | Tout                                      | Kore, A. Bent, A. Mazin, A. Mazaudier                                 | Kore                 | 3:59     |          |          |          |          |          |
| 6.       | La Lionne Saigne                          | Kore, A. Bent, Siméo, A. Mazaudier, J. Hart                           | Kore                 | 2:48     |          |          |          |          |          |
| 7.       | Ma chance                                 | Daddy Waku, A. Mazaudier, Amel Bachir                                 | Kore, Daddy Waku     | 3:24     |          |          |          |          |          |
| 8.       | Quand je danse (feat. Ne-Yo)              | Kore, A. Bent, Shaffer Smith, Siméo, A. Mazaudier                     | Kore                 | 3:18     |          |          |          |          |          |
| 9.       | Les temps qui courent                     | F. Welgryn, David Esposito                                            | Kore                 | 4:38     |          |          |          |          |          |
| 10.      | Sans toi (Acoustic)                       | A. Mazin, Kore                                                        | Kore                 | 2:52     |          |          |          |          |          |
| 11.      | J'irai te chercher                        | Kore, A. Bent, Siméo, A. Mazaudier, Kirby Lauren Dockery              | Kore                 | 3:32     |          |          |          |          |          |
| 12.      | Quand la musique est bonne (avec Soprano) | Jean-Jacques Goldman                                                  | Yann Macé, Luc Leroy | 3:10     |          |          |          |          |          |
| 41:43    |                                           |                                                                       |                      |          |          |          |          |          |          |